# Стреха
Стреха или стреја је ивица крова која се не завршава са ивицом зида него прелази преко. Овај технички детаљ, што се не завршава са зидом, даје могућност да се кишница може сливати са куће, а да не кваси делове зида. У ужем смислу то је руб крова са жлебом.

## Функционалност
Основна функција стрехе је да кишницу спроведе даље од куће и крова и да спречи продирање воде преко спојних делова зида и крова у унутрашњи део куће. Стреха може исто тако да служи да се путања око куће заштити од кише, спрече ерозију темеља и бубрење зидне спољне масе услед кише и њеног обрушавања на земљу.
Секундарна функција стрехе је блокира продирање сунчеве светлости и онемогући прегревање објекта, тако да у зависности од дужине стрхе може да се контролише температура генерисана од стране сунца, што се зове пасивни соларни дизајн зграда. Надстрешница исто тако може да користи као склониште за вентилационе отворе испод крова.

## Дизајн
Естетска, традиционална или чисто декоративна дискусија може да превлада над строго функционалним захтевима стрехе. Покрет уметности и изградње утицао је на Америчку традицију изградње, која је имала веома дугачке стрехе са декоративним конзолома које нису имале никакву стварну функцију, као што је Италинатска стреха са слике десно. Стреха се обично завршава са неком нашчаном подлогом која иде целом дужином испод крова, која служи да прошири стреху а исто тако и да на њу могу да се намонтирају олуци који ће односити воду са крова. Код забата стреха може да се продужи преко забата и на тај начин да заштити део тог зида. Доњи део стрехе може бити испуњен хоризонталним софитом који је са једне стране учвршћен за зид а са друге за стреху. Софит може бити декоративни али исто тако и функционални са функцијом затварања јаза између рогова од штеточина и временских неприлика. Стреха мора бити пројектована тако да не повећава оптерећење крова због локалних ветрова.